# Derewianki
Derewianki (ukr. Дерев'янки) – wieś na Ukrainie w rejonie złoczowskim obwodu lwowskiego.